# Tryblidiida
Tryblidiida is een orde van weekdieren uit de klasse Monoplacophora.

## Families
- Neopilinidae Knight & Yochelson, 1958